# Das schwarze Paradies
Das schwarze Paradies ist ein US-amerikanischer Abenteuerfilm aus dem Jahr 1926 von Roy William Neill mit Madge Bellamy und Leslie Fenton in den Hauptrollen.

## Handlung
In San Francisco machen sich Sylvia Douglas und ihr Verlobter Jim Callahan, ein geläuterter Gauner, auf die Flucht, nachdem Jim, angewidert von seiner Unfähigkeit, einen Job zu finden, seine Besserungsversuche aufgibt und eine Diamantkette stiehlt. Graham, ein Detektiv, nimmt die Verfolgung auf eine einsame Insel im Südpazifik auf, wo ihn der Rum-Gangster Murdock gefangen nimmt. Während sich Graham in Sylvia verliebt, entwickelt sich eine Romanze zwischen Jim und der Einheimischen Leona.
Der Großkriminelle Murdock zwingt Graham, sich der Bande anzuschließen, die einen Schwefelzug aus einer Mine am Rande des Inselvulkans schleppt. Es kommt zum Showdown zwischen Murdock und Graham. Nachdem Graham Sylvia vor dem brutalen Kapitän der Schmuggler rettet, bricht der Vulkan aus, der die gesamte Insel verwüstet. Sylvia und Graham können sich retten und werden von einem amerikanischen Dampfer aufgenommen.

## Hintergrund
Am 30. Juli 1926 lief der Film in den US-Kinos an.
Da keine Kopien der fünf Filmrollen existieren, gilt der Film als verschollen.